# Tim Maia

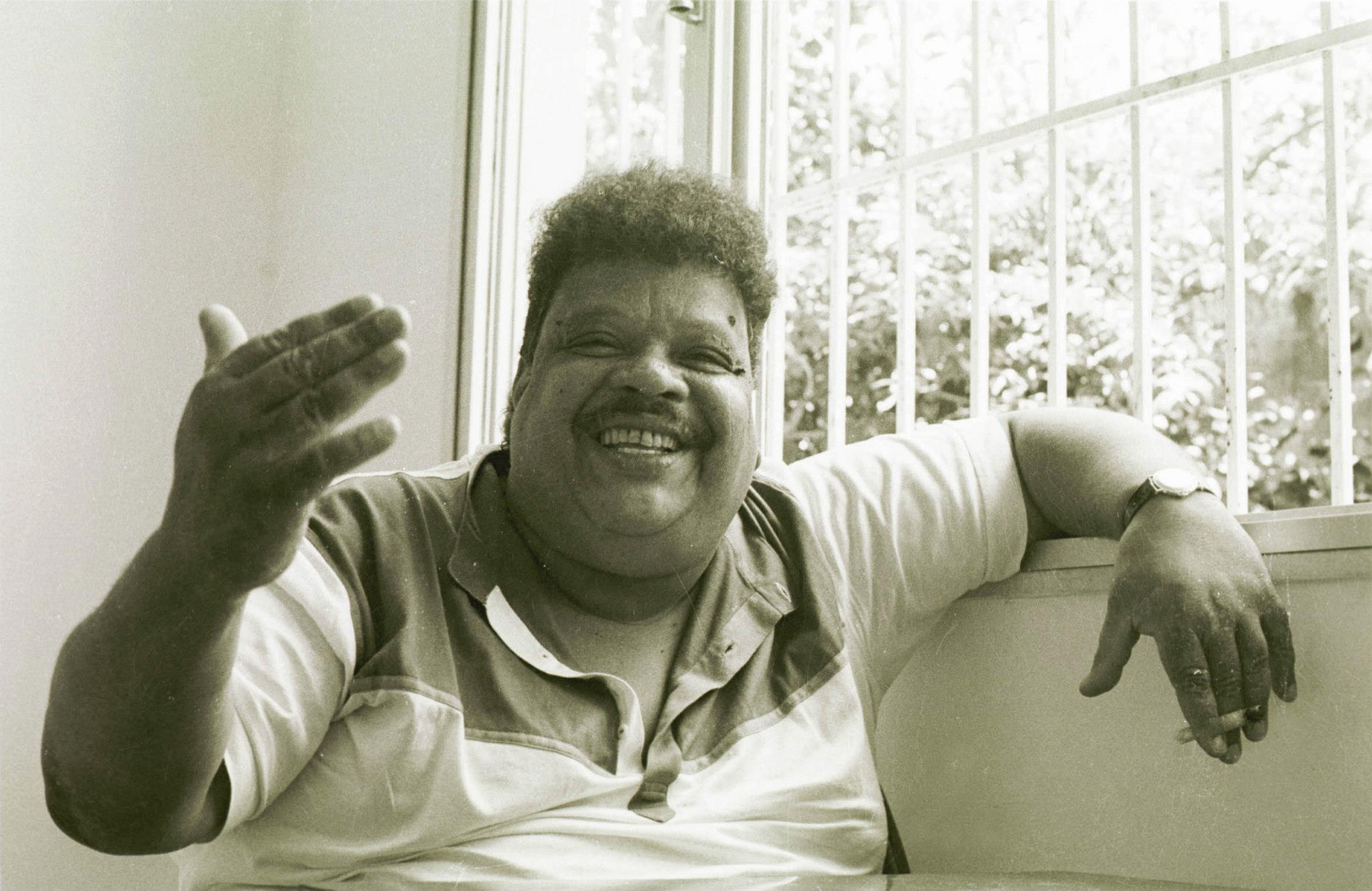
Tim Maia 1987

Tim Maia (eigentlich: Sebastião Rodrigues Maia; * 28. September 1942 in Rio de Janeiro; † 15. März 1998 in Niterói) war ein brasilianischer Soul- und Funkmusiker. Der Sänger, Songwriter, Produzent, Dirigent und Multi-Instrumentalist gilt als einer der Pioniere bei der Einführung von Elementen der Soulmusik in die brasilianische Popmusik und als eine der größten Ikonen der brasilianischen Musik des 20. Jahrhunderts.
So spielte beispielsweise 2001 bei einem Auftritt von Guns N’ Roses in Rio de Janeiro der Gitarrist Robin Finck überraschend ein Stück von Maia.

## Leben und Karriere
Tim Maia wuchs im Stadtteil Tijuca im Norden Rio de Janeiros auf und schrieb seine ersten Songs im Alter von acht Jahren; mit vierzehn gründete er seine erste, kurzlebige Band namens Os Tijucanos do Ritmo, in der er ein Jahr lang Schlagzeug spielte. In den folgenden Jahren nahm er Gitarrenunterricht und lernte Jorge Ben kennen. Maia unterrichtete schließlich selbst, zu seinen Schülern gehörte u. a. Erasmo Esteves, der später als Erasmo Carlos und musikalischer Partner von Roberto Carlos bekannt wurde. Zunächst jedoch, im Jahr 1957, gründeten Maia und Esteves mit weiteren Freunden aus ihrem Stadtteil die Band The Snacks, die kurz darauf später zu The Sputniks umgetauft wurde, nachdem Roberto Carlos zur Band gestoßen war. Carlos, der bereits regelmäßig als Sänger im Fernsehen aufgetreten war, vermittelte den Kontakt zum Produzenten Carlos Imperial; mehrere Fernsehauftritte folgten. Aufgrund persönlicher Differenzen zwischen Maia und Carlos wurde die Band jedoch bald wieder aufgelöst. Maia, der zwischenzeitlich ein Stipendium für ein Studium in den USA erhalten hatte, verließ daraufhin im Jahr 1959 Brasilien, in das er erst vier Jahre später zurückkehrte.
Maias erste Solo-LP erschien im Jahre 1970 – wie die folgenden drei Alben – unter dem Namen Tim Maia bei Polydor. Das Album konnte sich für 24 Monate in den brasilianischen Charts halten und enthielt bereits Songs, die für Maias weiteres musikalisches Wirken richtungsweisend sein sollten, so das von Cassiano, einem anderen Pionier der brasilianischen Soulmusik, geschriebene Primavera, Coroné Antônio Bento (komponiert von Luís Wanderley/João do Vale) und das von Maia selbstgeschriebene Azul da Cor do Mar.

## Diskographie (Auswahl)
- Tim Maia (A Festa Do Santo Reis) (1971, Continental)
- Racional (1975)
- Racional, Vol. II (1976)
- Tim Maia (Dance Enquanto É Tempo) (1976, Polydor)
- Nuvens (1982, Seroma)
- Soul Tim (1999, Som Livre)
- These are the Songs (2002, Universal Music), enthält eine Zusammenstellung 14 englischsprachiger Songs Maias aus den Jahren 1970 bis 1976
- Tim Maia in Concert (2007, Sony BMG)